# Dolní Branná
Pour les articles homonymes, voir Branná (homonymie).
Dolní Branná (en allemand :  Hennersdorf, précédemment : Unter Branna ou Nieder Brenney) est une commune du district de Trutnov, dans la région de Hradec Králové, en Tchéquie. Sa population s'élevait à 998 habitants en 2020.

## Géographie
Dolní Branná se trouve à 3 km au sud de Vrchlabí, à 23 km à l'ouest-nord-ouest de Trutnov, à 46 km au nord-nord-ouest de Hradec Králové et à 101 km à l'est-sud-est de Prague.
La commune est limitée par Vrchlabí et Kunčice nad Labem à l'est, par Horní Kalná au sud-est, par Studenec au sud-ouest et par Horní Branná à l'ouest et au nord-ouest.

## Histoire
La première mention écrite du village date de 1357.